# Sint-Laurentiustoren
De Sint-Laurentiustoren, in de volksmond "Duvetorre" genoemd, is een ruïne gelegen in de Belgische havenstad Nieuwpoort.
Deze torenruïne is een overblijfsel van de voormalige middeleeuwse parochiekerk Sint-Laurentius die tegen de oostelijke rand van de stadskern lag. Na de belegering van Nieuwpoort door de Engelsen in 1383 werd de kerk verwoest, maar bleef de toren intact en heeft tijdens de verdere geschiedenis van Nieuwpoort meerdere bestemmingen gekend. Op vandaag zijn de overblijfselen als een beschermd monument te bezichtigen op de hoek van de Willem de Roolaan en de Emiel Coppietersstraat.

## Geschiedenis

### Ontstaan
Vermoedelijk werd in 1281 de Sint-Laurentiuskerk ingewijd als parochiekerk; ander archeologisch onderzoek beweert dat de bouw van een parochiekerk pas in de 14e eeuw zou zijn gestart, maar sluit niet uit dat er een eerste gebedshuis in vakwerk gestaan kon hebben.
In 1383 werd, op de toren na, de parochiekerk tijdens de belegering van Nieuwpoort door de Engelsen verwoest. In opdracht van Filips de Stoute werd de toren mee opgenomen in de omwalling van de stad. In het eind van de 14de eeuw werd de ruïne van de kerk, samen met de toren, omgevormd in een versterkt kasteel.

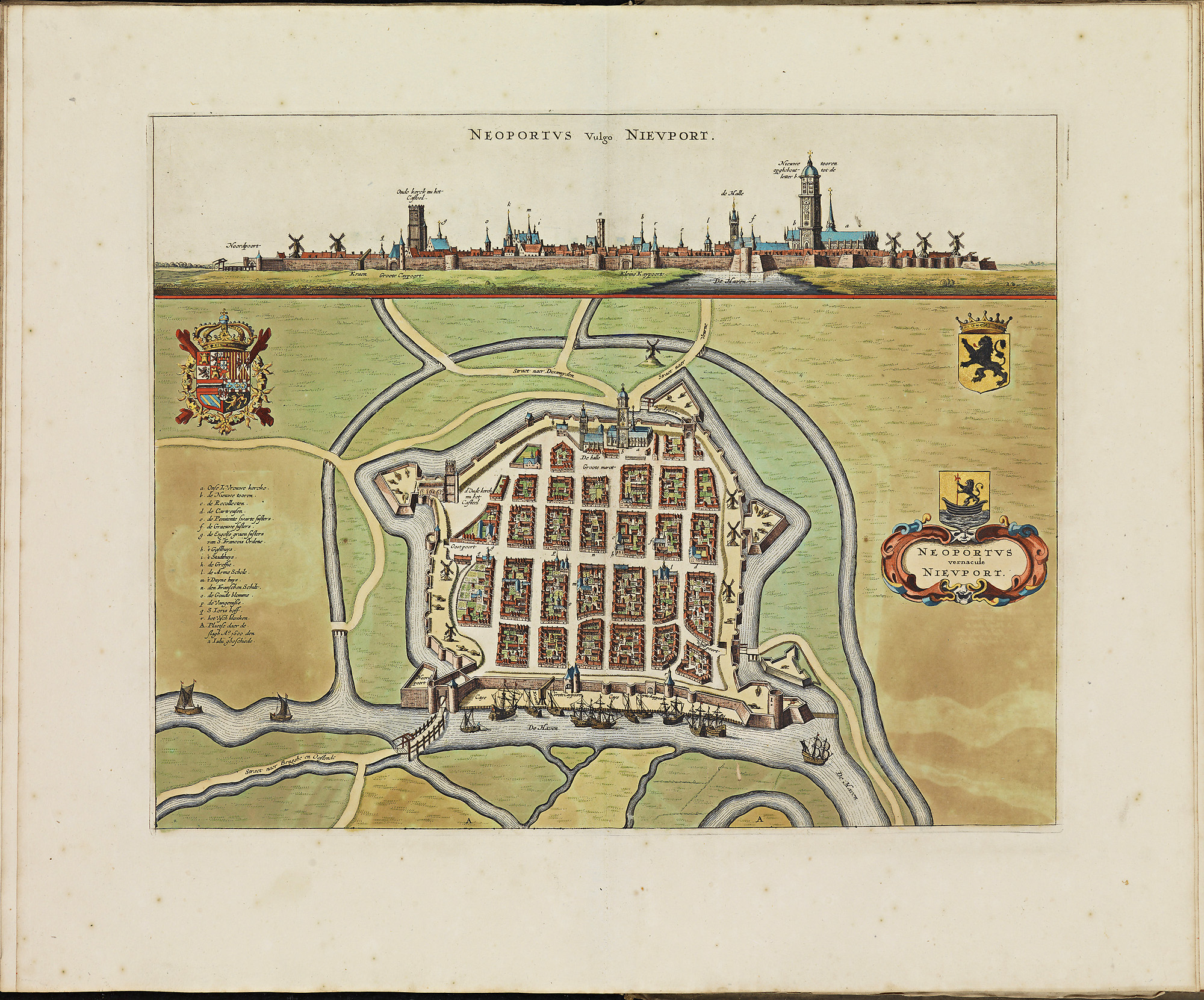
Neoportus vulgo Nieuport (1698)

Tijdens de Nederlandse periode in België (1815-1830) werd de bestaande burcht met een derde verlaagd en omgevormd tot een stevige kruittoren.
In 1860, na de Belgische onafhankelijkheid, nam de regering het besluit om de militaire gebouwen in Nieuwpoort, waaronder de Sint-Laurentiustoren, te ontmantelen.

### Verval

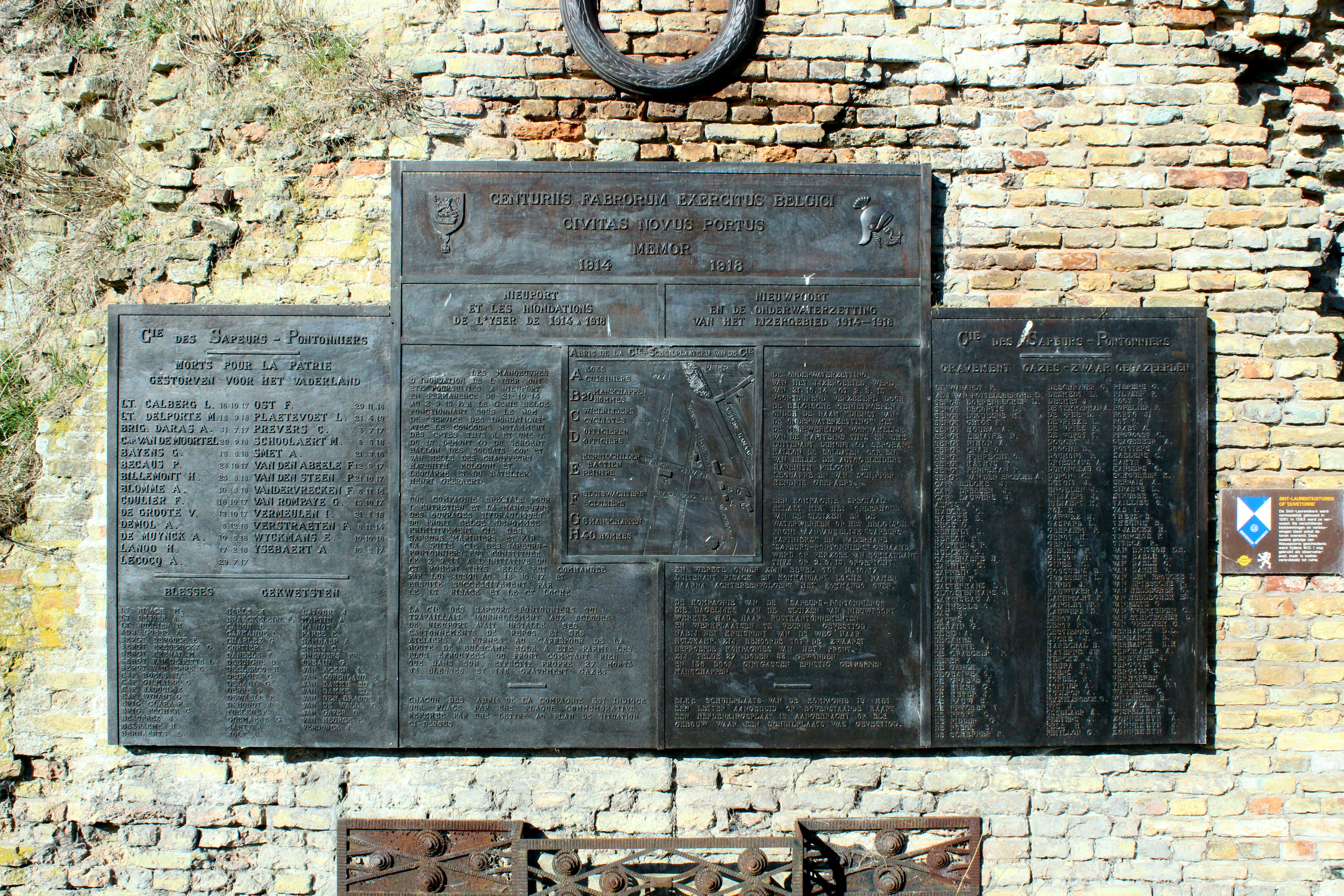
Gedenkplaat van de Sapeurs-Pontonniers

Tijdens de Eerste Wereldoorlog (1914-1918) werd de toren als uitkijkpost gebruikt door de geallieerden. Maar op 24 januari 1916 werd de Sint-Laurentiustoren, net zoals de toren van de Onze-Lieve-Vrouwekerk, zwaar getroffen door bombardementen. Na de oorlog bleef er nog weinig over van de toren. Hij werd nooit heropgebouwd en bleef verder afbrokkelen tot de ruïne die er vandaag staat.
In 1957 werd een gedenkplaat van de Sapeurs-Pontonniers aangebracht onderaan dit afbrokkelend bouwwerk, die verwijst naar schuilplaatsen van hun manschappen die een centrale rol speelden bij de Slag om de IJzer.
Uiteindelijk werd in 1983 de ruïne officieel een beschermd monument. Het beschermingsdossier motiveerde de historische waarde van de ruïne van en rond de Sint-Laurentiustoren als volgt: “als belangrijk overblijfsel van de Sint-Laurentiuskerk (1280 – 1290), die na de verwoesting in 1383 herschapen werd in een versterkt kasteel.”

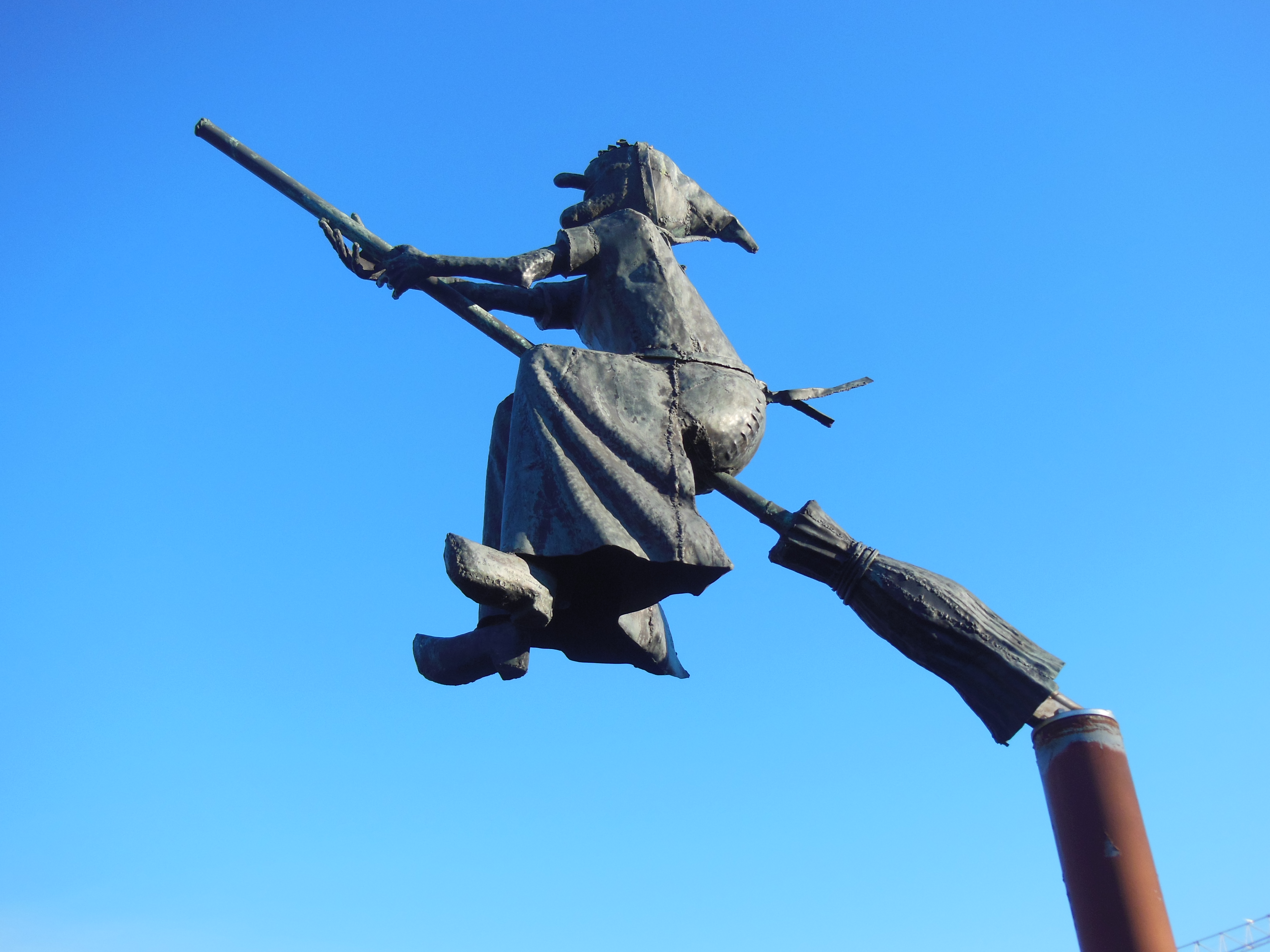
Kunstwerk "Jeanne Panne"

## Folklore
De dorpsnaam "Duvetorre" is afkomstig van de 'Duvelstorre', verwijzend naar de legende van heks Jeanne Panne die onderaan deze toren afsprak met de duivel. Het kunstwerk 'Jeanne Panne' recht tegenover deze ruïne verwijst naar deze legende.

## Galerij

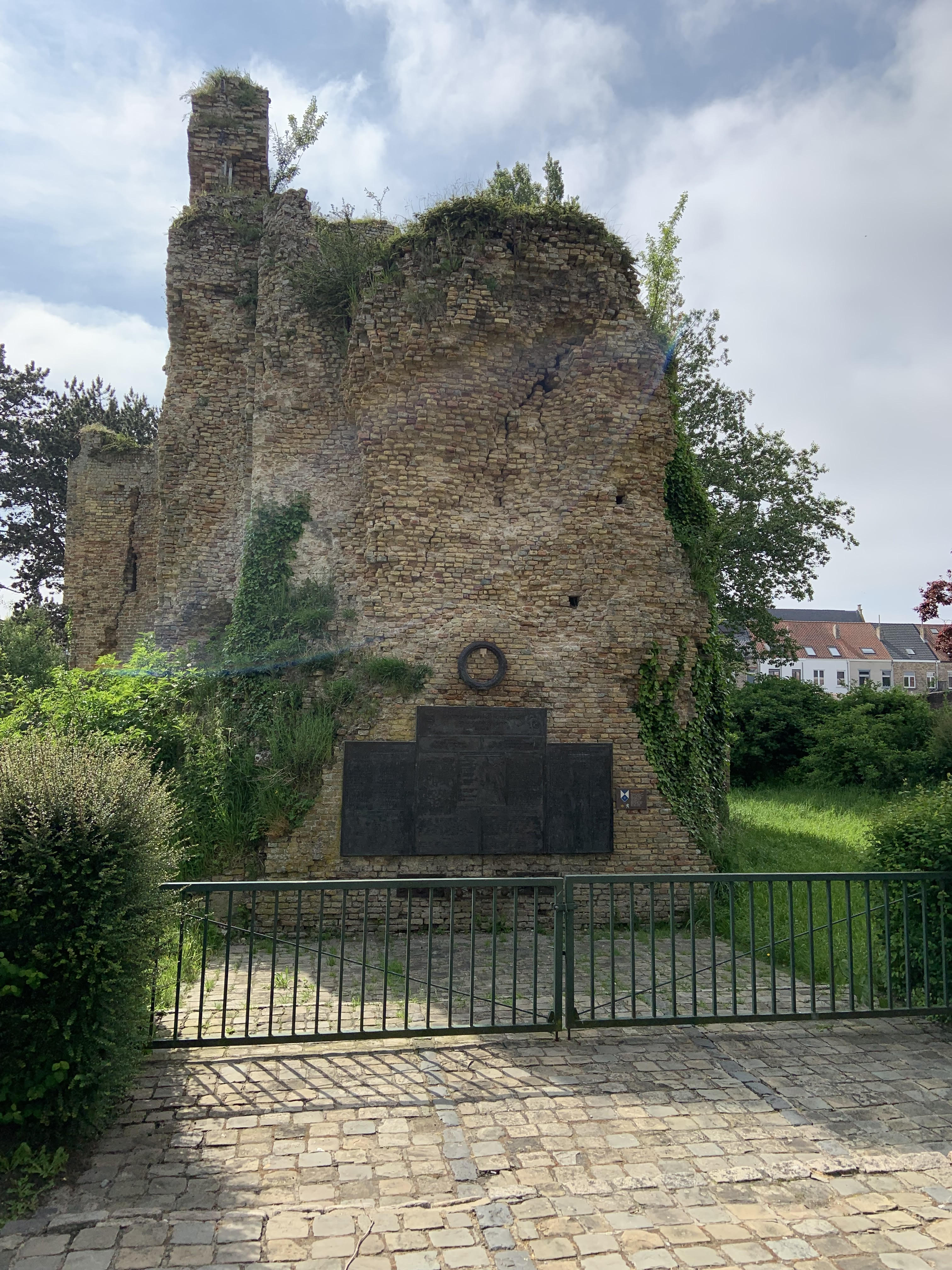
Gedenkplaat Duvetorre
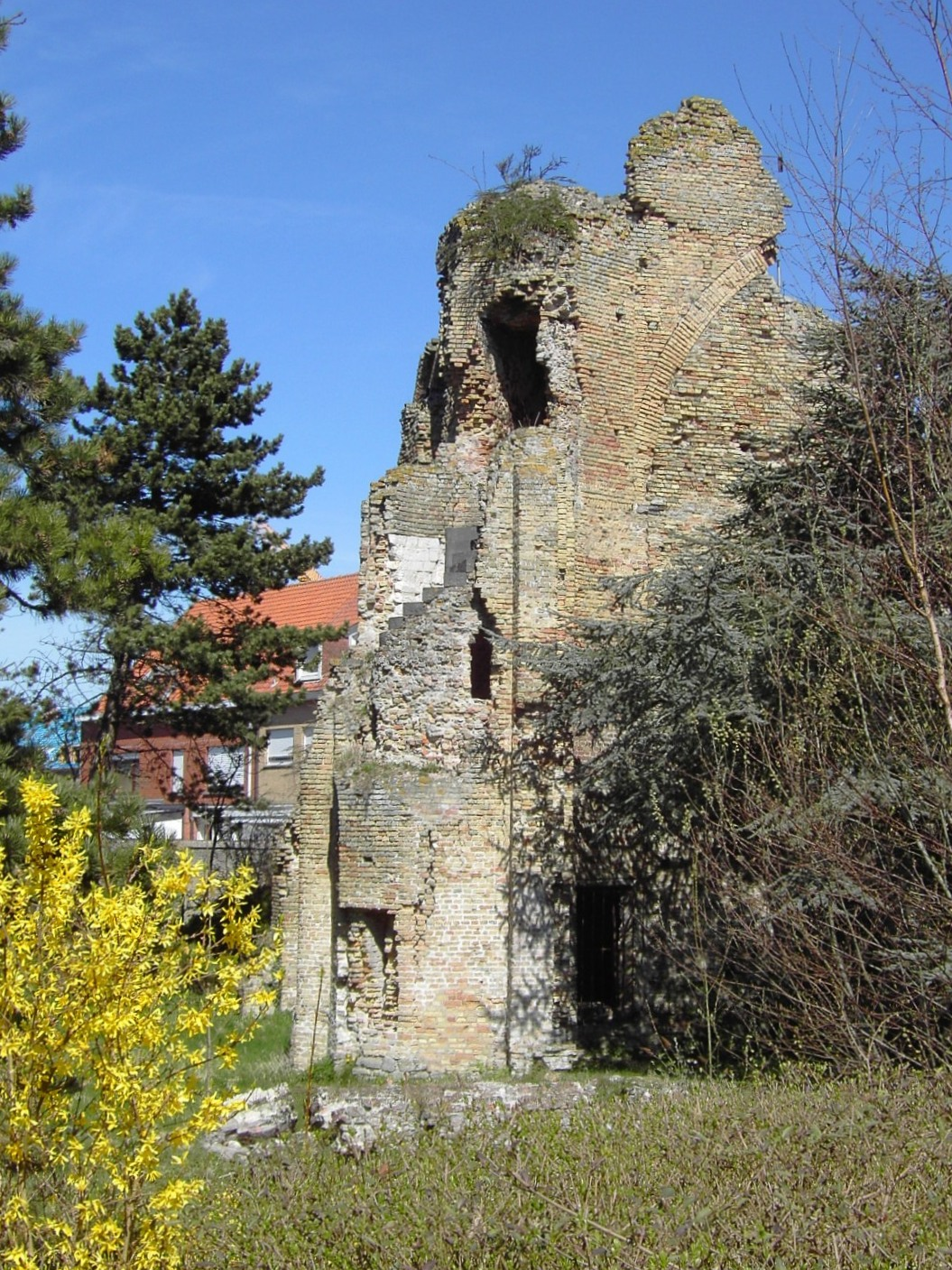
Torenruïne Sint-Laurentiustoren